# Telefunken

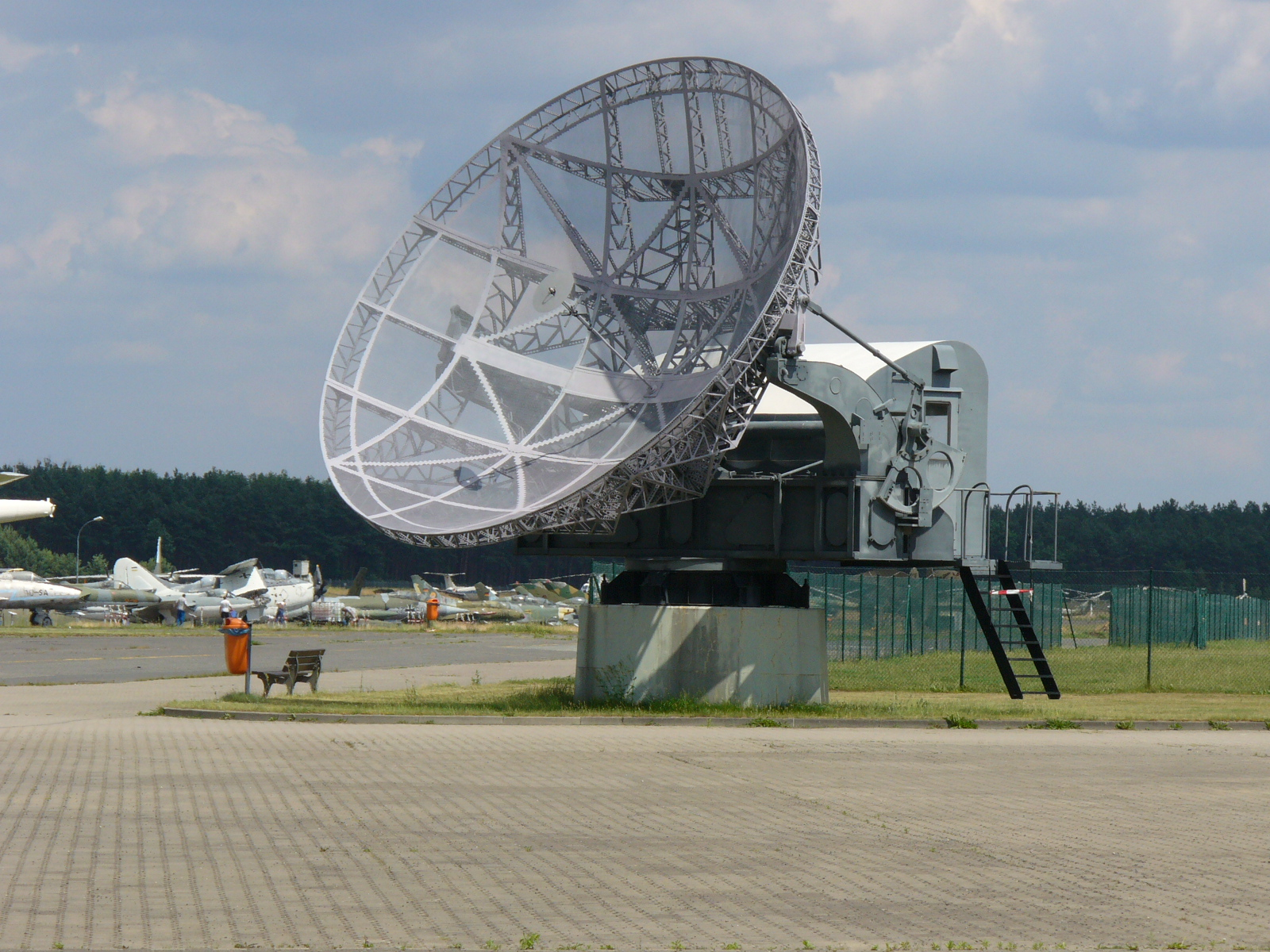
Radar Telefunken FuSE-65

Telefunken är ett tyskt elektrotekniskt företag som grundades 1903.
Telefunken grundades 1903 som dotterbolag till Siemens & Halske och AEG som under flera år konkurrerat mot varandra kring trådlös kommunikation. 1941 lämnade Siemens Telefunken. 1967 fusionerades Telefunken med AEG och bildade AEG-Telefunken. 1985 försvann namnet Telefunken då man blev en del av franska Thomson. 2009 grundades TELEFUNKEN Partner Alliance i Tyskland, ett nätverk av producerande leverantörer och licensierade partners. Idag säljs åter Telefunkens produkter runt om i världen.

## Historia

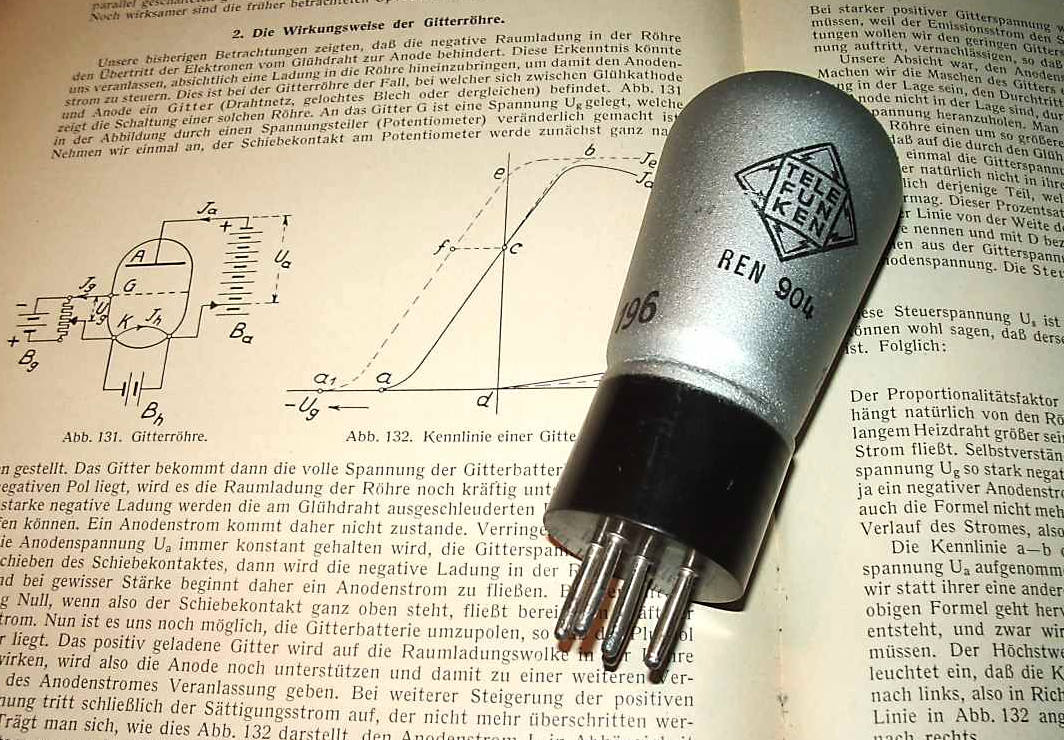
Telefunken REN 904 som användes i radioapparater.

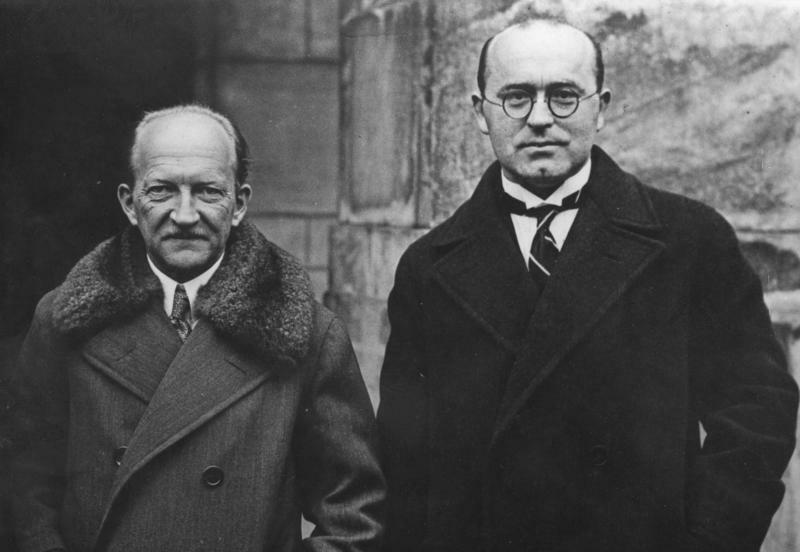
Georg von Arco och August Karolus 1928.

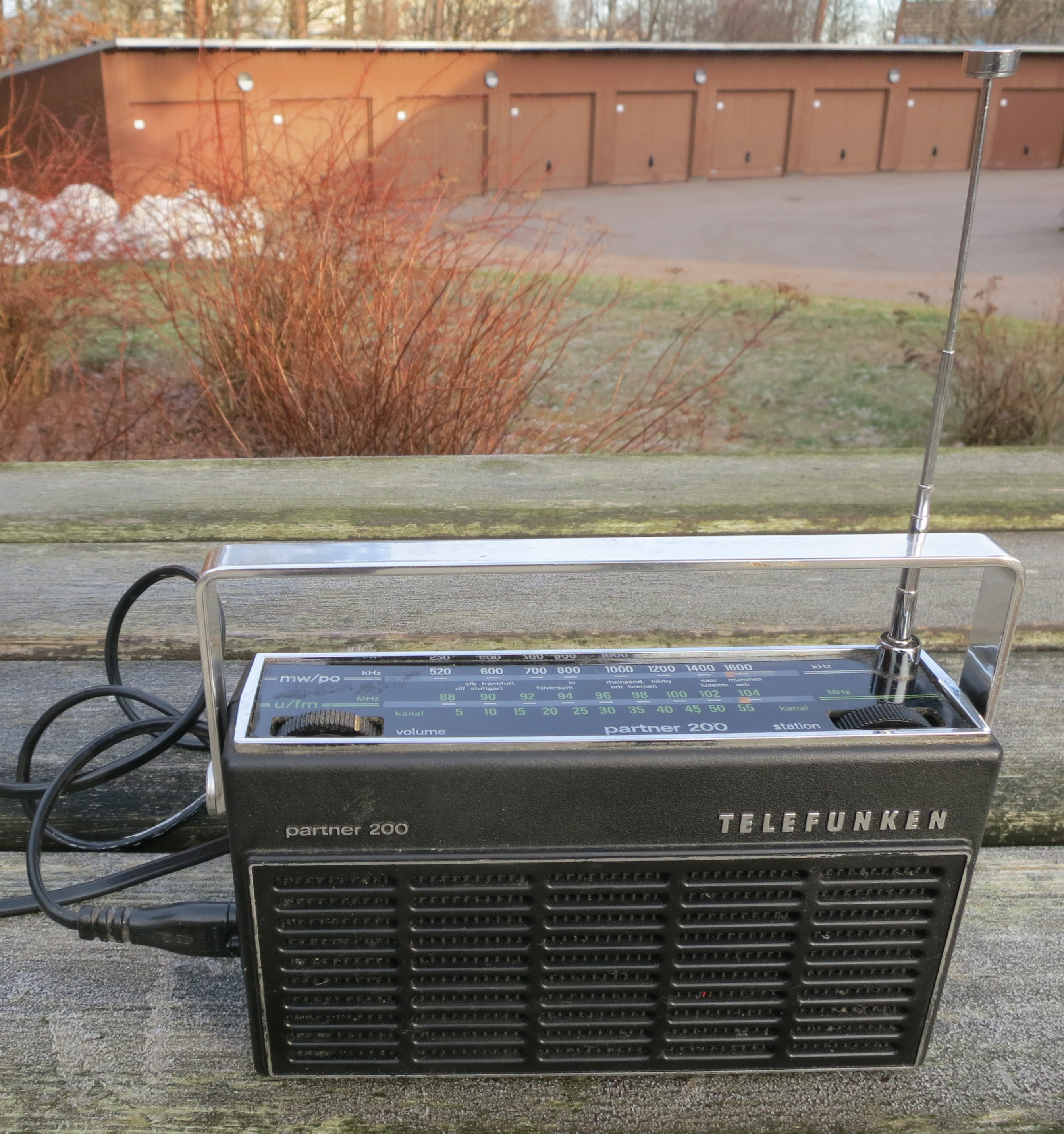
Telefunken Partner 200, en radiomottagar-modell producerad 1976-1978 i Tyskland.

Kring sekelskiftet 1900 fanns det två grupper av forskare som utvecklade trådlös kommunikation. En grupp under ledning av Adolf Slaby och Georg von Arco arbetade för AEG och den tyska kejserliga marinen och den andra under ledning av Karl Ferdinand Braun arbetade för Siemens & Halske AG och den tyska armén. Företagen började strida om patent och kejsaren Vilhelm II gick in och medlade. Lösningen blev att företagen grundade ett gemensamt bolag  - Gesellschaft für drahtlose Telegraphie m.b.H., System Telefunken som det hette vid grundandet 1903. Georg von Arco blev företagets självskrivne såväl ekonomiske som tekniske ledare. Han arbetade sedan i företaget som chef för den tekniska utvecklingssidan fram till 1931.
1923 tog man namnet Telefunken Gesellschaft für drahtlose Telegraphie m.b.H. Den tyska staten såg Telefunken som sitt svar på den brittiska Marconi-koncernen.  Telefunken var också via dotterbolaget Teldec en av de största tyska skivkoncernerna. Telefunken var under mellankrigstiden Tysklands största tillverkare av radioapparater.
1928 visade August Karolus och Telefunken en tv-prototyp vid Internationale Funkausstellung Berlin. Den hade en bildskärm på 8 x 10 cm och en upplösning på 10 000 bildpunkter. 1933 presenterades TV-mottagaren FE1 och under 1934 började tyska Reichspost med reguljära TV-sändningar. Den enorma TV-kameran (även kallad "olympia-kanon") som användes under Berlin-OS 1936 utvecklades av Emil Mechau på Telefunken.
Telefunken hade i slutet av 1930-talet 23 500 anställda som under krigsåren blev 40 000, däribland många tvångsarbetare. 1941 tog AEG över samtliga aktier i Telefunken genom att överta Siemens & Halskes aktier. Under andra världskriget var Telefunken den ledande leverantören av radarapparater för Wehrmacht. Efter att under 1934 ha avfärdat Tysklands ledande radarexperter och deras förslag om utveckling av spaningsradar, så satte Telefunken i gång en egen utveckling av eldledningsradar 1935. Würzburg radar var en serie tyska radaranläggningar som tillverkades av Telefunken och användes som eldledningsradar för luftvärnskanoner. 
Efter andra världskriget var bland annat huvudkontoret och flera fabriker förstörda. Bolaget förlorade också sina fabriker i Thüringen, Sachsen och Schlesien. Det var bara fabrikerna i Moabit och på Schwedenstrasse som var kvar. Bolaget återupptog sin verksamhet och kom sedan att uppföra nya fabriker i Ulm och Backnang. 
1949 slöt mikrofondesignern Georg Neumann ett avtal med Telefunken om distribution av hans vidareutvecklade mikrofonmodell U 47, som senare kom att bli branschstandard inom musikinspelning. Neumann lämnade samarbetet 1965, vilket medförde att även tillverkningen gick över till Telefunken.
1959 invigdes en ny halvledarfabrik i Heilbronn. Telefunken kom att specialisera sig på svagström med affärsområdena datateknik och radio/TV/audio. Telefunken och ingenjören Walter Bruch skapade på 1960-talet tv-systemet Phase Alternating Line (PAL) som används över stora delar av världen. Telefunkens datoravdelning i Backnang utvecklade bland annat stordatorn TR 4 som premiärvisades på Hannovermässan 1962. Den första TR 4 installerades hos Hamburgs universitet.
1955 återupptogs tillverkningen av radarutrustning. 

### AEG-Telefunken

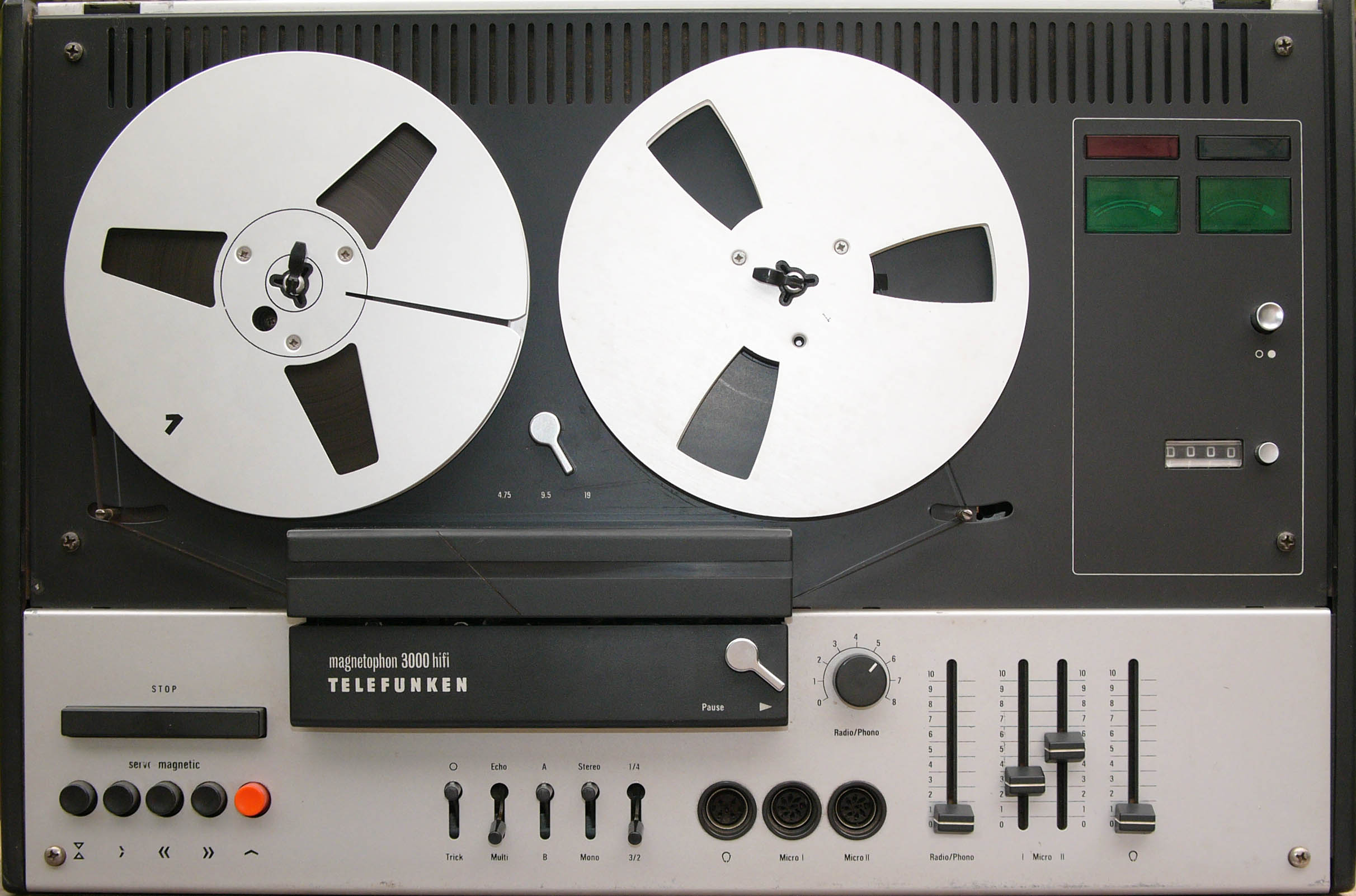
magnetophon 3000hifi (1973)

Telefunken-Hochhaus i Västberlin byggdes som huvudkontor för Telefunken och användes senare av AEG-Telefunken. 1963 antog bolaget namnet Telefunken GmbH. 1966 beslutades om en sammanslagning av AEG och dotterbolaget Telefunken vilket skedde 1 januari 1967 under namnet AEG-Telefunken. Huvudkontoret förlades till Frankfurt am Main. 
Under 1970-talet fick Telefunken ekonomiska problem till följd av den ekonomiska nedgången i Västeuropa och den hårdnande konkurrensen från asiatiska elektroniktillverkare. Bolaget hade stora förluster i vissa affärsområden, t.ex. TV- och radiotillverkningen. Bolaget tvingades 1981 börja sälja av verksamhet. 1982 såldes innehavet i Teldec. 1982–1984 skedde en process där väsentliga delar av koncernen såldes av. 1985 försvann namnet Telefunken då man blev en del av franska Thomson. AEG-delen blev en del av Daimler-Benz. 
2009 grundades TELEFUNKEN Partner Alliance i Tyskland, ett nätverk av producerande leverantörer och licensierade partners. Idag säljs Telefunkens produkter i över 120 länder. 2010 grundades TF Nordic AB. Som medlem av TELEFUNKEN Partner Alliance ansvarar bolaget för försäljningen på den Nordiska marknaden.